# والدن إريكسون
والدن إريكسون (بالإنجليزية: Walden Erickson)‏ هو لاعب كرة قدم أمريكية أمريكي، ولد في 3 سبتمبر 1902 في سياتل في الولايات المتحدة، وتوفي في ديسمبر 1968.

## وصلات خارجية
- والدن إريكسون على موقع مرجع كرة القدم المحترفة.كوم (الإنجليزية)